# Montserrat Caballé
María de Montserrat Viviana Concepción Caballé y Folch, conosciuta semplicemente come Montserrat Caballé (Barcellona, 12 aprile 1933 – Barcellona, 6 ottobre 2018), è stata un soprano spagnolo.
Cantante di fama internazionale, è considerata una delle più grandi voci della storia dell'opera.

## Biografia

### Formazione
Montserrat Caballé nacque a Barcellona il 12 aprile 1933 da una famiglia di umili condizioni. Manifestò fin dall'infanzia il suo talento per il canto e iniziò ad appassionarsi alla musica; a soli nove anni ebbe eccezionalmente accesso al Conservatorio di Musica di Barcellona, frequentandolo poi fino ai ventun anni. Dei suoi insegnanti al conservatorio ha spesso sottolineato i meriti di Napoleone Annovazzi, direttore fiorentino, e del soprano ungherese Eugenia Kemeny. Nel 1954, ottenuti il diploma e la medaglia d’oro, partì per la Germania.

### Carriera

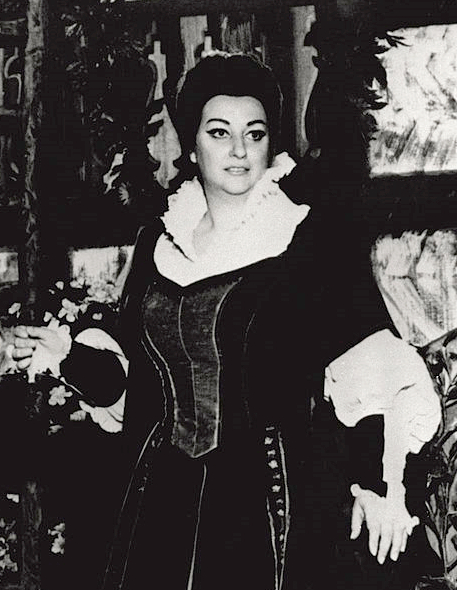
Montserrat Caballé nel 1969

Nel 1956 entrò nella compagnia dell'Opera di Basilea, dove iniziò ad affrontare i ruoli più disparati: Pamina, Tosca, Aida, Arabella, Salomè. Nel 1959 passò all'Opera di Brema, dove interpretò anche La traviata e Armida. Specializzatasi poi nel repertorio italiano del primo Ottocento, nel 1962 fece ritorno a Barcellona, esordendo al Teatro del Liceu.
La fortuna internazionale iniziò nel 1965, quando sostituì l'indisposta Marilyn Horne in Lucrezia Borgia in forma di concerto alla Carnegie Hall di New York. La sua interpretazione destò sensazione, aprendole le porte dei più importanti teatri e permettendole di entrare a pieno titolo nella "Belcanto Renaissance" con molti titoli donizettiani (Roberto Devereux, Maria Stuarda, Gemma di Vergy, Parisina). Nello stesso anno esordì al Festival di Glyndebourne e al Metropolitan Opera, dove fu presente fino al 1988. Nel giugno del 1967 a Firenze ne Il pirata avvenne l'esordio da protagonista in Italia, dove iniziò un'importante collaborazione con la Rai, eseguendo Norma di Vincenzo Bellini, Un ballo in maschera ed Ernani di Giuseppe Verdi, La donna del lago di Gioachino Rossini, e Salomè e Arabella di Richard Strauss.

Montserrat Caballé in Didone ed Enea all'English Bach Festival nel 1988

L'esordio alla Scala (dove aveva già cantato una piccola parte nel 1960 come "Fanciulla in fiore" in Parsifal) sarebbe dovuto avvenire nel 1968 come protagonista di Luisa Miller, ma un infortunio posticipò l'evento. Si presentò davanti al pubblico scaligero solo il 24 febbraio 1970 in Lucrezia Borgia, iniziando un'assidua collaborazione col principale teatro italiano, dove nel 1971 fu protagonista della Maria Stuarda e nel 1972 della Norma. Apparve per l'ultima volta alla Scala nel 1987 interpretando Salomè.
Nel 1972 arrivò l'esordio alla Royal Opera House di Londra ne La traviata e all'Opera di Parigi in Norma. Contemporaneamente la carriera proseguì anche negli Stati Uniti, aggiungendo al repertorio  titoli più drammatici come La forza del destino e La Gioconda.  

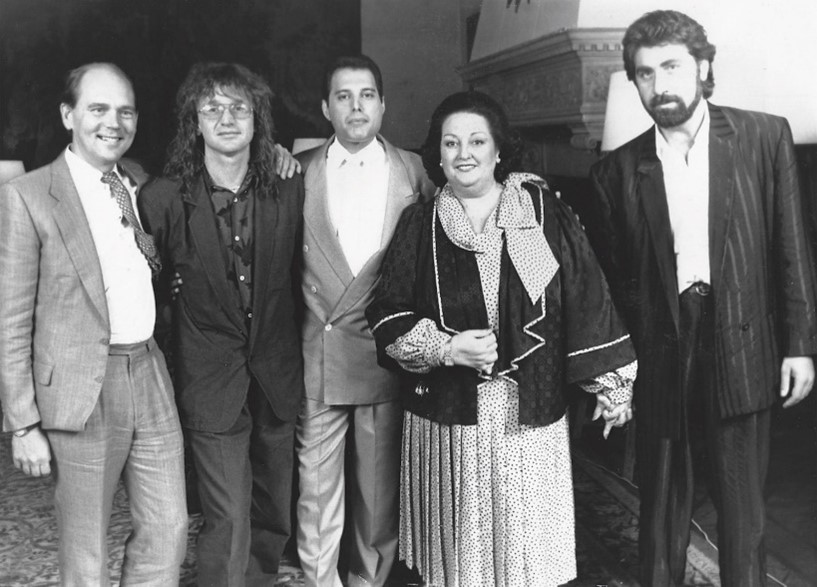
Montserrat Caballé accanto a Freddie Mercury, nella sera della celebre esibizione di Barcelona, nel 1987

### L'esperienzapope il ritiro dalle scene
Grande interprete anche di canzoni popolari spagnole, nel 1988 fece un'incursione nella rock opera, registrando con l'amico Freddie Mercury l'album intitolato Barcelona. Il singolo omonimo diventò l'inno dei Giochi Olimpici del 1992, nonché un simbolo della città del soprano Barcellona e l'ultimo grande successo della cantante. Sempre per i giochi del '92 cantò nell'album Barcelona Games, con i cantanti lirici Plácido Domingo e José Carreras.
Ancora nell'ambito della musica leggera, nel 1997 registrò l'album Friends for life, in cui duettava con vari musicisti. Durante una carriera durata 60 anni vinse tre Grammy Award. Si ritirò definitivamente dalle scene nel 2013.

### Ultimi anni e morte

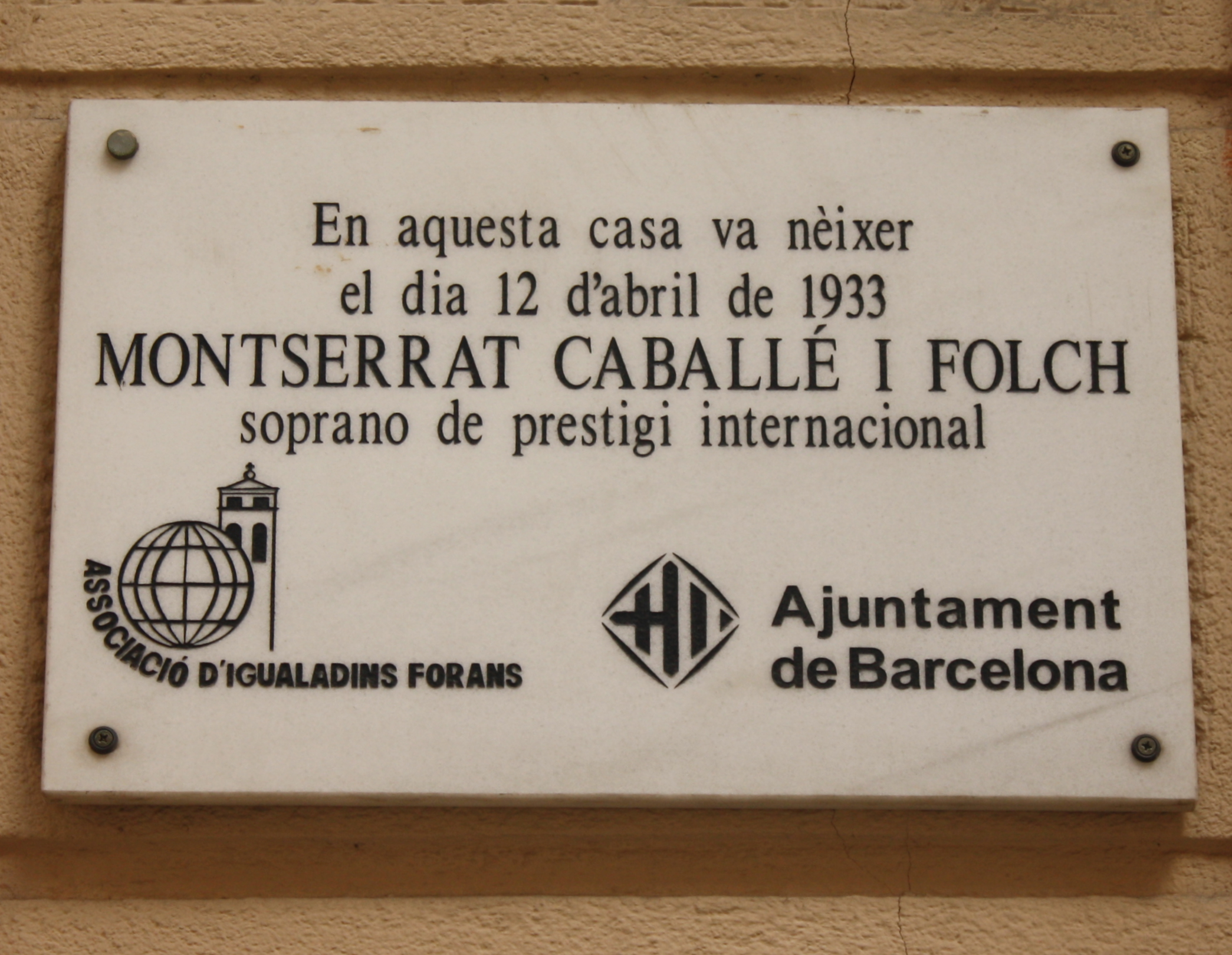
Targa commemorativa sulla sua casa natale

Il 20 ottobre 2012, durante una tournée in Russia, a Ekaterinburg la Caballé ebbe un ictus e venne rapidamente trasferita all'Ospedale Sant Pau di Barcellona.
Nel settembre 2018 fu ricoverata nello stesso ospedale per un grave tumore della cistifellea. Morì il 6 ottobre 2018, all'età di 85 anni e venne sepolta nel Cimitero di San Andrea di Barcellona.

## Vita privata

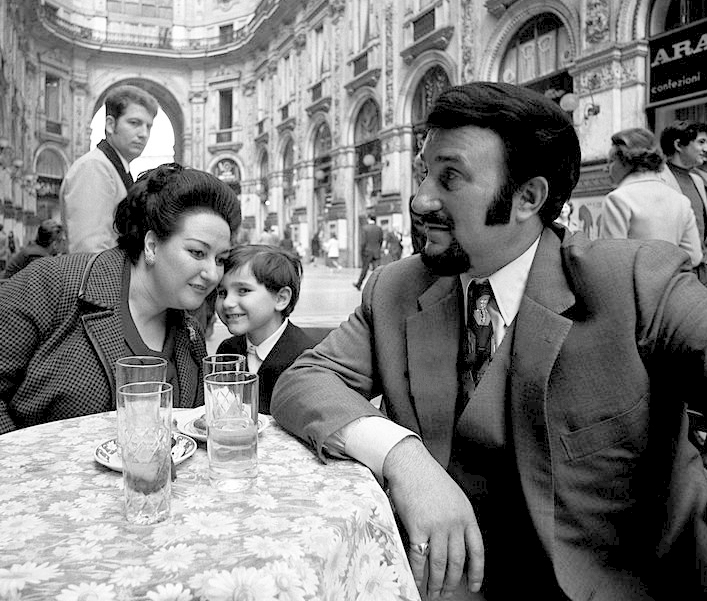
Montserrat Caballé, il marito Bernabé Martí e il figlio Bernabé Jr. alla galleria Vittorio Emanuele II di Milano nel 1971

Il 14 agosto 1964 sposò nel Monastero di Montserrat il tenore Bernabé Martí, dal quale ebbe due figli: Bernabé Martí Jr. (1966) e Montserrat Martí, detta Monsita (1972).

## Filantropia
Si dedicò a varie attività benefiche, fu ambasciatrice dell'UNESCO e creò una fondazione in favore dei bambini bisognosi in tutta la Spagna. Nel 1982 venne insignita della Medalla d'Or de la Generalitat de Catalunya.

## Repertorio
| Ruolo                   | Titolo                           | Autore           |
| ----------------------- | -------------------------------- | ---------------- |
| Imogene                 | Il pirata                        | Bellini          |
| Alaide                  | La straniera                     | Bellini          |
| Adalgisa Norma          | Norma                            | Bellini          |
| Elvira                  | I puritani                       | Bellini          |
| Elena Margherita        | Mefistofele                      | Boito            |
| Jaroslavna              | Il principe Igor'                | Borodin          |
| Dirce                   | Démophoon                        | Cherubini        |
| Medea                   | Medea                            | Cherubini        |
| Adriana Lecouvreur      | Adriana Lecouvreur               | Cilea            |
| Marta                   | Tiefland                         | d'Albert         |
| Corilla Scortichini     | Viva la mamma                    | Donizetti        |
| Anna Bolena             | Anna Bolena                      | Donizetti        |
| Sancia                  | Sancia di Castiglia              | Donizetti        |
| Parisina                | Parisina d'Este                  | Donizetti        |
| Lucrezia                | Lucrezia Borgia                  | Donizetti        |
| Gemma di Vergy          | Gemma di Vergy                   | Donizetti        |
| Maria Stuarda           | Maria Stuarda                    | Donizetti        |
| Lucia Ashton            | Lucia di Lammermoor              | Donizetti        |
| Elisabetta I            | Roberto Devereux                 | Donizetti        |
| Duchesse de Crackentrop | La Fille du régiment             | Donizetti        |
| Caterina Cornaro        | Caterina Cornaro                 | Donizetti        |
| Armida                  | Armida                           | Dvořák           |
| Maddalena di Coigny     | Andrea Chénier                   | Giordano         |
| Armide                  | Armide                           | Gluck            |
| Ifigenia                | Ifigenia in Tauride              | Gluck            |
| Marguerite              | Faust                            | Gounod           |
| Cleopatra               | Giulio Cesare in Egitto          | Händel           |
| Nedda                   | Pagliacci                        | Leoncavallo      |
| Santuzza                | Cavalleria rusticana             | Mascagni         |
| Salomé                  | Hérodiade                        | Massenet         |
| Manon                   | Manon                            | Massenet         |
| Cléopâtre               | Cléopâtre                        | Massenet         |
| Sélika                  | L'Africaine                      | Meyerbeer        |
| contessa d'Almaviva     | Le nozze di Figaro               | Mozart           |
| Donna Anna Donna Elvira | Don Giovanni                     | Mozart           |
| Fiordiligi              | Così fan tutte                   | Mozart           |
| erste Dame              | Die Zauberflote                  | Mozart           |
| Saffo                   | Saffo                            | Pacini           |
| Gioconda                | La Gioconda                      | Ponchielli       |
| Manon Lescaut           | Manon Lescaut                    | Puccini          |
| Mimì                    | La bohème                        | Puccini          |
| Floria Tosca            | Tosca                            | Puccini          |
| Cio-Cio-San             | Madama Butterfly                 | Puccini          |
| Liù Turandot            | Turandot                         | Puccini          |
| Dido                    | Dido andÆneas                    | Purcell          |
| Silvana                 | La fiamma                        | Respighi         |
| Donna Fiorilla          | Il turco in Italia               | Rossini          |
| Elisabetta I            | Elisabetta, Regina d'Inghilterra | Rossini          |
| Rosina                  | Il barbiere di Siviglia          | Rossini          |
| Ermione                 | Ermione                          | Rossini          |
| Elena                   | La donna del lago                | Rossini          |
| Semiramide              | Semiramide                       | Rossini          |
| Madama Cortese          | Il viaggio a Reims               | Rossini          |
| Mathilde                | Guillaume Tel                    | Rossini          |
| Catherine d'Aragon      | Henry VIII                       | Saint-Saëns      |
| Hypermnestre            | Les Danaïdes                     | Salieri          |
| Giulia                  | La Vestale                       | Spontini         |
| Agnese                  | Agnese di Hohenstaufen           | Spontini         |
| Rosalinde               | Die Fledermaus                   | Strauss, Johann  |
| Salome                  | Salome                           | Strauss, Richard |
| Marschallin             | Der Rosenkavalier                | Strauss, Richard |
| Primadonna/Ariadne      | Ariadne auf Naxos                | Strauss, Richard |
| Arabella                | Arabella                         | Strauss, Richard |
| Elvira                  | Ernani                           | Verdi            |
| Giovanna d'Arco         | Giovanna d'Arco                  | Verdi            |
| Amalia                  | I masnadieri                     | Verdi            |
| Gulnara                 | Il corsaro                       | Verdi            |
| Luisa Miller            | Luisa Miller                     | Verdi            |
| Leonora                 | Il trovatore                     | Verdi            |
| Violetta Valery         | La traviata                      | Verdi            |
| Duchessa Elena          | I vespri siciliani               | Verdi            |
| Mina                    | Aroldo                           | Verdi            |
| Amelia                  | Un ballo in maschera             | Verdi            |
| Donna Leonora di Vargas | La forza del destino             | Verdi            |
| Elisabetta di Valois    | Don Carlo                        | Verdi            |
| Aida                    | Aida                             | Verdi            |
| Desdemona               | Otello                           | Verdi            |
| Elisabeth Venus         | Tannhäuser                       | Wagner           |
| Sieglinde               | Die Walküre                      | Wagner           |
| Isolde                  | Tristan und Isolde               | Wagner           |
| Blumenmädchen           | Parsifal                         | Wagner           |

## Discografia
| Anno | Titolo Ruolo                                  | Cast                                                                | Direttore             | Etichetta/Note  |
| ---- | --------------------------------------------- | ------------------------------------------------------------------- | --------------------- | --------------- |
| 1966 | Lucrezia Borgia                               | Alfredo Kraus, Shirley Verrett, Ezio Flagello                       | Jonel Perlea          | RCA             |
| 1967 | La traviata Violetta Valery                   | Carlo Bergonzi, Sherrill Milnes                                     | Georges Prêtre        | RCA             |
| 1968 | Salomè                                        | Sherrill Milnes, Regina Resnik, Richard Lewis                       | Erich Leinsdorf       | RCA             |
| 1970 | Il pirata Imogene                             | Bernabé Martí, Piero Cappuccilli, Ruggero Raimondi                  | Gianandrea Gavazzeni  | EMI             |
|      | Don Carlo Elisabetta di Valois                | Plácido Domingo, Ruggero Raimondi, Sherrill Milnes, Shirley Verrett | Carlo Maria Giulini   | EMI             |
| 1972 | Norma                                         | Fiorenza Cossotto, Plácido Domingo, Ruggero Raimondi                | Carlo Felice Cillario | RCA             |
|      | Turandot Liù                                  | Joan Sutherland, Luciano Pavarotti, Nicolai Ghiaurov                | Zubin Mehta           | Decca           |
|      | Guillaume Tell Mathilde                       | Nicolai Gedda, Gabriel Bacquier, Mady Mesplé                        | Lamberto Gardelli     | EMI             |
|      | Giovanna d'Arco Giovanna                      | Plácido Domingo, Sherrill Milnes                                    | James Levine          | EMI             |
|      | Pagliacci Nedda                               | Placido Domingo, Sherrill Milnes                                    | Nello Santi           | RCA             |
| 1973 | Mefistofele Margherita                        | Plácido Domingo, Norman Treigle                                     | Julius Rudel          | EMI             |
| 1974 | I masnadieri Amalia                           | Carlo Bergonzi, Piero Cappuccilli, Ruggero Raimondi                 | Lamberto Gardelli     | Philips Records |
|      | Così fan tutte Fiordiligi                     | Janet Baker, Nicolai Gedda, Wladimiro Ganzarolli                    | Colin Davis           | Philips Records |
|      | Aida                                          | Plácido Domingo, Fiorenza Cossotto, Piero Cappuccilli               | Riccardo Muti         | EMI             |
|      | La bohème Mimì                                | Plácido Domingo, Sherrill Milnes, Ruggero Raimondi                  | Georg Solti           | RCA             |
| 1975 | Luisa Miller                                  | Luciano Pavarotti, Sherrill Milnes, Bonaldo Giaiotti                | Peter Maag            | Decca           |
|      | Elisabetta, Regina d'Inghilterra Elisabetta I | José Carreras, Ugo Benelli, Valerie Masterson                       | Gianfranco Masini     | Philips Records |
|      | Il corsaro Gulnara                            | José Carreras, Jessye Norman, Giampiero Mastromei                   | Lamberto Gardelli     | Philips Records |
| 1976 | Lucia di Lammermoor Miss Lucia Ashton         | Josè Carreras, Vicente Sardinero, Samuel Ramey                      | Jesus Lopez-Cobos     | Decca           |
|      | Tosca Floria Tosca                            | José Carreras, Ingvar Wixell                                        | Colin Davis           | Philips Records |
| 1977 | Turandot                                      | José Carreras, Mirella Freni, Paul Plishka                          | Alain Lombard         | EMI             |
| 1979 | I puritani Elvira                             | Montserrat Caballé, Alfredo Kraus, Matteo Manuguerra                | Riccardo Muti         | EMI             |
|      | Un ballo in maschera Amelia                   | José Carreras, Montserrat Caballé, Ingvar Wixell                    | Colin Davis           | Decca           |
|      | Cavalleria rusticana Santuzza                 | José Carreras, Matteo Manuguerra                                    | Riccardo Muti         | EMI             |
|      | Aroldo Mina                                   | Gianfranco Cecchele, Louis Lebherz, Juan Pons                       | Eve Queler            | CBS             |
| 1980 | Mefistofele Elena                             | Luciano Pavarotti, Nicolai Ghiaurov, Mirella Freni                  | Oliviero de Fabritiis | Decca           |
| 1981 | La Gioconda Gioconda                          | Luciano Pavarotti, Agnes Baltsa, Sherrill Milnes                    | Bruno Bartoletti      | Decca           |
|      | Il turco in Italia Donna Fiorilla             | Samuel Ramey, Enzo Dara, Ernesto Palacio                            | Riccardo Chailly      | Sony            |
| 1984 | Norma Adalgisa                                | Joan Sutherland, Montserrat Caballé, Luciano Pavarotti              | Richard Bonynge       | Decca           |
|      | Andrea Chénier Maddalena di Coigny            | Luciano Pavarotti, Leo Nucci, Christa Ludwig                        | Riccardo Chailly      | Decca           |
| 1988 | Barcelona                                     | Freddie Mercury e Monserrat Caballe                                 |                       | Emi             |

## Recital
- Verdi Rarities - RCA Italiana Opera Orchestra and Chorus, Anton Guadagno, RCA Victor 1967;
- Rossini Rarities - RCA Italiana Opera Orchestra and Chorus, Carlo Felice Cillario, RCA Victor - Grammy Award for Best Classical Vocal Solo 1969;
- The Very Best of Montserrat Caballé Arias and songs by Bellini, Puccini, Montsalvatge, Verdi - EMI;
- Puccini, Montserrat Caballè, London Symphony Orchestra, Charles Mackerras - EMI;
- Montserrat Caballé - Great Operatic Recordings - EMI;
- Spanish Divas - Montserrat Caballé & Victoria De Los Angeles - Retro Gold;
- Vissi D'Arte - The Magnificent Voice Of Montserrat Caballé - Decca;
- An Evening With Montserrat Caballé - Philips;
- Bizet, Cantate Clovis Et Clotilde, Symphonie "Roma" - Montserrat Caballé & Gérard Garino & Boris Martinovic & Jean-Claude Casadesus - Erato;
- Montserrat Caballé Arien aus Opern von Gounod, Meyerbeer, Charpentier, Bizet, Massenet - Deutsche Grammophon;
- La Cancion Romantica Espanola - Latin Grammy Award for Best Classical Album 2007;
- Barcelona - Freddie Mercury, Montserrat Caballe, Mike Moran, Tim Rice 1988 Polydor.

## Riconoscimenti
- Medalla d'Or de la Generalitat de Catalunya
  - 1982
- Premi Nacional de Música
  - 2003